# Can Batalla
Can Batalla és una masia del municipi de Santa Maria de Palautordera (Vallès Oriental) protegida com a bé cultural d'interès local.

## Descripció
Masia orientada a l'est. Coberta a dues vessants. Consta de planta i pis. La porta és dovellada. Hi ha dues finestres de pedra d'arc pla i dues de maó. La finestra situada al damunt del portal és de pedra semiarquejada, els arcs estan decorats amb dues boles. Al seu interior hi ha festejadors. Entre aquesta finestra i el portal hi ha una finestra espitllerada i tapada. La teulada ha estat parcialment reformada en substituir algunes bigues de fusta per "Portland". Al centre de la casa hi ha una biga mestre de fusta amb la forma dels vessants.

## Història
Una família anomenada Leget apareix al fogatge de 1553. segons els propietaris la masia patí les conseqüències de la Guerra del Francès i per aquell motiu s'hi feren diferents obertures.
El 1883 hi hagué una reforma donat que a la teulada hi ha dues rajoles que marquen aquesta data.